# Данскер

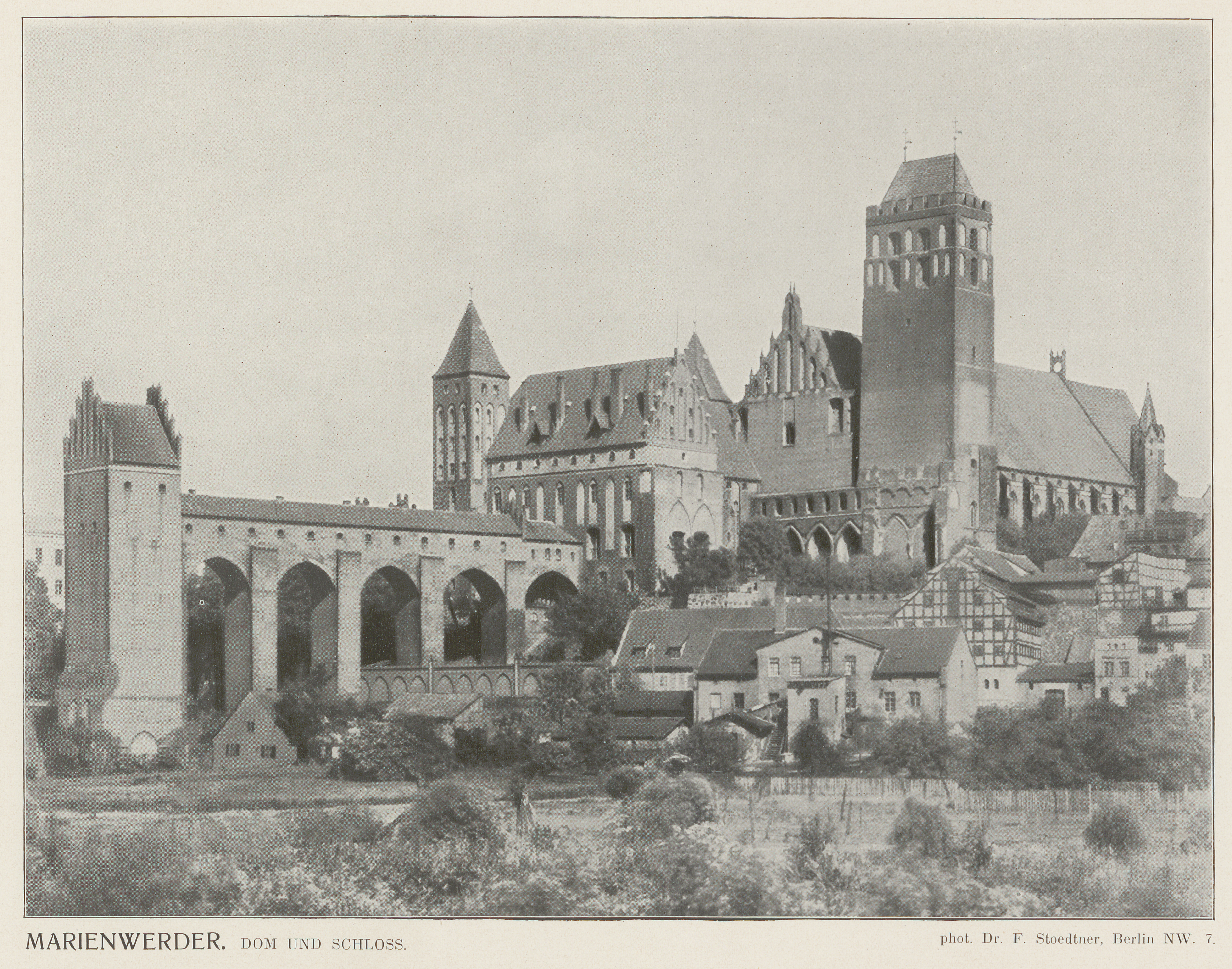
Замок Квидзын. Впереди — башня-данскер

Данскер или данцкер (нем. Ein Dansker (auch Danzker) ) — туалет в виде оборонительного сооружения в конвентхаузах Тевтонского ордена в форме сильно выдвинутой за периметр защиты башни, расположенной, как правило, над рекой или другим потоком воды, и галереи-хода к ней.
Обычно туалеты в замках строили в эркерах, однако в крупных замках, в которых находился большой гарнизон, возникала необходимость обособленного сооружения, отделенного от остальной замковой территории.
Башни-данскеры в прусских замках-конвентах часто характеризуют как совершенный защитный элемент. Ведь мало кто может представить, что рыцари будут тратить такое огромное количество материальных ресурсов, чтобы сложить себе туалет. Этот феномен, однако, объясняется особой культурой монашеского рыцарского ордена.
Название данскера происходит от сатирического сравнения рыцарями своей уборной с городом Данцигом (современный Гданьск), который восстал против правления Тевтонского Ордена и перешёл под юрисдикцию Польши.

## Галерея
|  |  |  |